# وستتس (ناحیه پراگ-غرب)
وستتس (به چکی: Vestec) یک منطقهٔ مسکونی در جمهوری چک است که در ناحیه پراگ-غرب واقع شده‌است. وستتس ۴٫۷۲ کیلومتر مربع مساحت و ۲٬۱۳۷ نفر جمعیت دارد و ۳۲۷ متر بالاتر از سطح دریا واقع شده‌است.